# Fano Calcio 1998-1999
Cappella Alessio (centrocampista) calciatore in rosa
Questa pagina raccoglie le informazioni riguardanti il Fano Calcio nelle competizioni ufficiali della stagione 1998-1999.

## Rosa
| N. |                   | Ruolo | Calciatore                  |
| -- | ----------------- | ----- | --------------------------- |
|    | Italia (bandiera) | D     | Gianni Aquilini             |
|    | Italia (bandiera) | C     | Bruno Baldari               |
|    | Italia (bandiera) | D     | Emiliano Bernardini         |
|    | Italia (bandiera) | D     | Andrea Borsa                |
|    | Italia (bandiera) | A     | Alessio Bozzetti            |
|    | Italia (bandiera) | D     | Tiziano Carnevali           |
|    | Italia (bandiera) | D     | Federico Cavola             |
|    | Italia (bandiera) | A     | Giampaolo Celli             |
|    | Italia (bandiera) | D     | Carlo Cherubini             |
|    | Italia (bandiera) | A     | Fabio Ciasca                |
|    | Italia (bandiera) | D     | Gianfranco Ciccone          |
|    | Italia (bandiera) | C     | Daniele Cinelli             |
|    | Italia (bandiera) | A     | Andrea Conti                |
|    | Italia (bandiera) | D     | Ercole D'Eustacchio         |
|    | Italia (bandiera) | C     | Giuseppe Del Giudice        |
|    | Italia (bandiera) | C     | Marco Di Chio               |
|    | Italia (bandiera) | C     | Alessandro Di Giovannatonio |
|    | Italia (bandiera) | D     | Mauro Di Lello              |

| N. |                   | Ruolo | Calciatore              |
| -- | ----------------- | ----- | ----------------------- |
|    | Italia (bandiera) | C     | Simone Fagotti          |
|    | Italia (bandiera) | C     | Davide Faieta           |
|    | Italia (bandiera) | D     | Luca Fiasconi           |
|    | Italia (bandiera) | C     | Marvin Ficarra          |
|    | Italia (bandiera) | P     | Marco Giannitti         |
|    | Italia (bandiera) | D     | Ferdinando Gifumi       |
|    | Italia (bandiera) | C     | Manolo Manoni           |
|    | Italia (bandiera) | C     | Giancarlo Marini        |
|    | Italia (bandiera) | D     | Vincenzo Moretti        |
|    | Italia (bandiera) | D     | Mauro Musco             |
|    | Italia (bandiera) | D     | Tommaso Napoli          |
|    | Italia (bandiera) | A     | Massimo Nunziato        |
|    | Italia (bandiera) | C     | Angelo Palombo          |
|    | Italia (bandiera) | C     | Giampiero Pucetta       |
|    | Italia (bandiera) | C     | Simone Rizzato          |
|    | Italia (bandiera) | D     | Mirco Tomei             |
|    | Italia (bandiera) | P     | Gianluigi Valleriani    |
|    | Italia (bandiera) | A     | Massimiliano Vieri (II) |